# Primeira Guerra de Matabele

A Primeira Guerra de Matabele foi um conflito militar entre o Reino Mutuacazi dos povos matabeles contra tropas da Companhia Britânica da África do Sul e voluntários do povo tsuanas. A guerra foi travada entre outubro de 1893 a janeiro de 1894, na área do atual Zimbabwe.

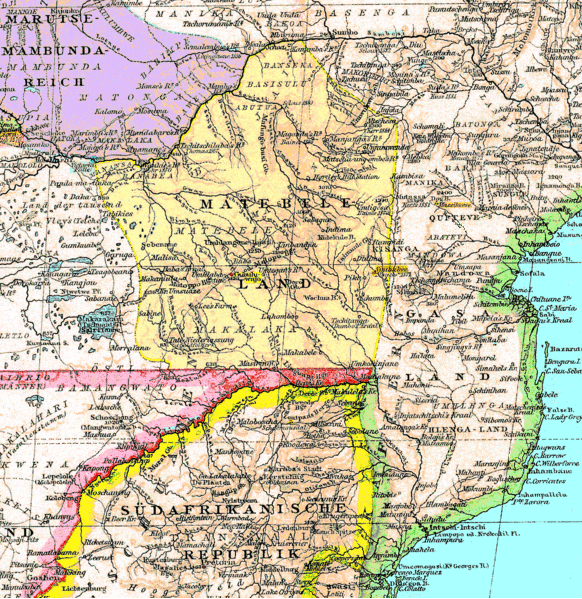
Mapa de Matabelelândia

Uma das batalhas mais notáveis desta guerra foi o Shangani Patrol em dezembro de 1893 na qual um grupo de 34 soldados da Companhia Britânica foi emboscado por mais de 3 000 guerreiros. Um dos três sobreviventes do grupo foi Frederick Russell Burnham.
Este conflito ficou marcado por ter sido a primeira vez que a metralhadora, invento do inglês Hiram Maxim (1840-1916), foi utilizado em combate.
Em 1896, o conflito teve sua continuação na Segunda Guerra de Matabele.